# Teplotní rozpínavost
Teplotní rozpínavost (někdy také tepelná rozpínavost) je jev, při kterém se po zahřátí/ochlazení rozpínavé tekutiny o určitou teplotu (po dodání/odebrání tepla tekutině), mění vnitřní tlak při zachování jejího objemu.  
Vysvětlení, stejné jako u teplotní roztažnosti, podává kinetická teorie - při zahřívání se molekuly látky pohybují rychleji a změny jejich hybnosti při nárazech vzájemných i nárazech na stěnu nádoby s tekutinou. 
Všechny ideální plyny se rozpínají stejně a jejich teplotní součinitel rozpínavosti má hodnotu {\displaystyle \alpha _{p}={\tfrac {1}{273,15}}\mathrm {K} ^{-1}\,}. Tomuto chování se blíží i hodně zředěné reálné plyny.

## Veličiny charakterizující teplotní rozpínavost
Pro teplotní rozpínavost uvádí česká verze mezinárodních norem 2 veličiny ({\displaystyle p\,} a {\displaystyle T\,} je tlak resp. termodynamická teplota, indexem 0 je značena referenční hodnota, od které se počítá naznačená diference):
- Teplotní součinitel rozpínavosti, doporučená značka {\displaystyle \alpha _{p}\,} (přípouští se i {\displaystyle \beta \,})
Definiční vztah: {\displaystyle \alpha _{p}={\frac {1}{p}}{\frac {\mathrm {d} p}{\mathrm {d} T}}\,} (veličina však není úplně definována, pokud není udán typ změny)
Jednotka K−1 (nikoliv též °C−1; nové řady norem již nepřipouštějí vedlejší jednotku °C ve složených jednotkách odvozených veličin, ale pouze pro Celsiovu teplotu)
- Rozpínavost, doporučená značka {\displaystyle \beta \,}
Definiční vztah: {\displaystyle \beta ={\frac {\mathrm {d} p}{\mathrm {d} T}}\,}
Jednotka Pa/K

V českých učebnicích a tabulkách hojně přetrvává starší název, definice a značení první z veličin:
- Teplotní rozpínavost = teplotní součinitel rozpínavosti (plynů), doporučené značky {\displaystyle \gamma _{p}\,}, {\displaystyle \beta \,}, {\displaystyle \gamma '\,}
Definiční vztah: {\displaystyle \gamma _{p}={\frac {1}{p_{0}}}{\frac {\Delta p}{\Delta T}}\,}
Dříve se připouštěla i jednotka °C−1.

## Rozpínavost
Kromě výše uvedené veličiny se termín rozpínavost používá pro obecnou vlastnost některých tekutin: Rozpínavá tekutina vyplní celý objem, který je jí vyčleněn (objem nádoby). Tím se rozpínavé plyny liší od nerozpínavých kapalin, které si zachovávají svůj objem i při zvětšení objemu nádoby. 